# Derek and the Dominos
Derek and the Dominos — блюз-роковая группа, созданная весной 1970 года Эриком Клэптоном при участии гитариста Дуэйна Оллмана, клавишника Бобби Уитлока, басиста Карла Рэйдла и барабанщика Джима Гордона.

## История
После распада Cream Клэптон принял участие в нескольких музыкальных проектах, в том числе, создал свою собственную группу Blind Faith, которая записала всего один альбом, а также сыграл в нескольких концертах с американским дуэтом Delaney & Bonnie. Весной 1970 года дуэт покинули аккомпанирующие музыканты: басист Карл Рэйдл, барабанщик Джим Гордон и клавишник Бобби Уитлок. Воспользовавшись этим случаем, Клэптон собрал новую группу, получившую название Derek and the Dominos.
Во второй половине 1970 года с группой стал выступать гитарист Дуэйн Оллман из The Allman Brothers Band. Клэптон и Оллман высоко ценили творчество друг друга. Однажды Клэптон по приглашению Тома Дауда сыграл в одном концерте с The Allman Brothers Band.
Группа Derek and the Dominos просуществовала около года и записала всего один студийный альбом Layla and Other Assorted Love Songs, большинство композиций которого было написано Клэптоном в соавторстве с Бобби Уитлоком. Этот альбом нередко называют самым значительным музыкальным достижением Эрика Клэптона. Альбом продавался довольно успешно и достиг 16-й позиции в списках Billboard Top LPs & Tape, хотя и не попал в хит-парады Британии. В 2003 году VH1 поставил альбом Layla and Other Assorted Love Songs на 89-ю позицию в списке 100 величайших альбомов всех времён. В том же году журнал Rolling Stone поместил альбом на 115-е место из 500 величайших альбомов всех времён.
Заглавная песня «Layla» с этого альбома, написанная Эриком Клэптоном и Джимом Гордоном, принесла им огромный успех и была включена в различные списки «величайших песен всех времён»: например 27-е место среди 500 величайших песен всех времён по версии журнала Rolling Stone; и 16-е место в списке VH1’s 100 Greatest Songs of Rock and Roll.